# Габрово (Шкофя Лока)
Габрово (словен. Gabrovo) — поселення в общині Шкофя Лока, Горенський регіон, Словенія. Висота над рівнем моря: 630,4 м.